# Земля Руперта

Земля Руперта, когда-то контролируемая Компанией Гудзонова Залива

Земля Руперта, также называемая Земля Принца Руперта — территория в Северной Америке, занимала часть гидрографического бассейна Гудзонова залива. Принадлежала Компании Гудзонова Залива. Территория была названа в честь Принца Руперта, первого губернатора компании.
Земля Руперта занимала центральную часть современной Канады, за исключением небольшой части, находившейся на территории современных Соединённых Штатов Америки. Земля Руперта, включала почти всю Манитобу, большую часть Саскачевана, южную Альберту, южный Нунавут, северные части Онтарио и Квебека, а также части штатов Миннесота и Северная Дакота.

## История
В 1670 году английский король Карл II предоставил компании, названой Компанией Гудзонова Залива, монополию на эксплуатацию всех рек, впадающих в Гудзонов залив, таким образом делая компанию владелицей гигантской территории.
Ей принадлежало около 3,9 миллиона квадратных километров — более чем треть площади сегодняшней Канады.
В 1821 году монреальская Северо-Западная компания и Компания Гудзонова залива объединились в одну и территория компании увеличилась.
Незадолго до 1870 торговая монополия была отменена, и торговля в области была открыта любому предпринимателю. Компания продала свои владения Доминиону Канада, в соответствии с законом о Земле Руперта 1868. Земли вошли в состав Канады под названием Северо-Западных территорий.
Сегодня название Земли Руперта носят митрополия и диоцез Англиканской церкви в Канаде.